# 词汇意义
詞的詞彙意義是指人們對事物現象的反映以及由此帶來的人們對現實現象的主觀評價。

## 拓展
詞義是詞的意義，包括詞彙意義和語法意義，即詞的內容；詞的形式是語音（外部形式）和詞的結構（內部形式）。詞彙學講的詞義通常是指詞彙意義，即狹義的詞義；廣義的詞義還包括詞的語法意義，即詞性。下面以“國家”和“對於”爲例：